# Alice Nkom
Alice Nkom, född 14 januari 1945 i Poutkak i Kamerun, är en kamerunsk jurist och förkämpe för HBTQ-rättigheter.
Nkom växte upp i en familj med tio syskon. Hon utmärkte sig i skolan och fick ett stipendium för att läsa juridik i Toulouse i Frankrike. Nkom slutförde sin utbildning i Kamerun och blev landets första kvinnliga, fransktalande färgade advokat år 1969. Hon är delägare i en advokatbyrå i Douala sedan 1974 och grundade Organisation Association pour la Défense des Droits des Homosexuel(le)s (ADEFHO) år 2003.
Homosexualitet är förbjudet i Kamerun och Nkom har bistått mer än 50 klienter i domstolen och lyckats få lika många släppta utan rättegång. Myndigheterna hotade att arrestera henne år 2011 när ADEFHO fick 300 000 euro i bidrag av av EU. Bidraget ansågs som ett otillbörligt angrepp på Kameruns  suveränitet och lagstiftning.
År 2012 kom Nkom på andra plats på tidningen The New Yorkers lista över årets åtta mest facinerande afrikaner, och år 2014 tilldelades hon  Amnesty Internationals människorättspris.